# Skaza (film)
Skaza (ang. Damage) – brytyjsko-francusko-niemiecki dramat erotyczny z 1992 roku w reżyserii Louisa Malle’a. Adaptacja powieści pod tym samym tytułem autorstwa Josephine Hart. Zdjęcia kręcono w Londynie i Paryżu. Film otrzymał po jednej nominacji do Oscara, Złotego Globu i nagrody BAFTA.

## Fabuła
Blisko 50-letni lekarz Stephen Fleming (Jeremy Irons) odnosi swój największy sukces zawodowy – premier zamierza mianować go nowym ministrem. Podczas uroczystego przyjęcia w ambasadzie poznaje Annę Barton (Juliette Binoche), 20-letnią narzeczoną swego syna Martyna (Rupert Graves). Fleming tak bardzo zafascynował się dziewczyną, że nie potrafi zapanować nad uczuciem i zdradza swoją żonę Ingrid (Miranda Richardson). Sama Anna nie chcąc rezygnować z Martyna, postanawia spotykać się z obydwoma mężczyznami.

## Obsada
- Jeremy Irons jako doktor Stephen Fleming
- Juliette Binoche jako Anna Barton
- Miranda Richardson jako Ingrid Fleming
- Rupert Graves jako Martyn Fleming
- Ian Bannen jako Edward Lloyd
- Peter Stormare jako Peter Wetzler
- Gemma Clarke jako Sally Fleming
- David Thewlis jako detektyw

i inni

## Nagrody
- Oscary:
  - Miranda Richardson – nominacja dla najlepszej aktorki drugoplanowej.
- Złoty Glob:
  - Miranda Richardson – nominacja dla najlepszej aktorki drugoplanowej.
- BAFTA:
  - Miranda Richardson – Najlepsza aktorka drugoplanowa
- Cezar:
  - Juliette Binoche – nominacja dla najlepszej aktorki pierwszoplanowej.

## Ścieżka dźwiękowa
Damage (Original Motion Picture Soundtrack) – muzykę do filmu skomponował Zbigniew Preisner, nagrania ukazały się w 1992 roku nakładem wytwórni muzycznej
Varèse Sarabande.
Lista utworów
1. „Introduction” – 1:45
2. „The Last Time” – 3:01
3. „Stephen I” – 0:45
4. „Anna I” – 1:12
5. „At The Beginning” – 1:34
6. „Cafe Royal” – 1:46
7. „Anna II” – 1:36
8. „Intimacy” – 1:28
9. „Brussels-Paris” – 1:22
10. „Lutecia Hotel” – 1:22
11. „Memories” – 2:03
12. „In The Country” – 2:20
13. „The Night” – 2:30
14. „Dramatic Departure” – 3:19
15. „Late Thought” – 1:18
16. „Stephen II” – 0:52
17. „The Last Time II” – 3:01
18. „Fatal Exit” – 1:04
19. „Memories Are Made For This” – 2:05
20. „Damage” – 1:43
21. „End Title” – 1:44